# Poorten van Tasjkent
De poorten van Tasjkent werden aan het eind van de 10e eeuw rond de Centraal-Aziatische stad gebouwd, maar werden in 1890 geslecht vanwege de groei van de bevolking van de stad. In Tasjkent dragen sommige districten nog steeds de namen van de voormalige poorten.

## Oorspronkelijke poorten
De poorten vormden onderdeel van de verdedigingswerken van de stad. Deze werden destijds gebouwd rond een nieuwe nederzetting op de oevers van het Bozsuvkanaal, die start vanaf de rechteroever van de rivier de Chirchiq, op de kruising van de karavaanroutes vanaf het gebergte Tiensjan. Het aantal poorten varieerde met de tijd. In 15e-eeuwse bronnen werd vermeld dat de poorten waren vernoemd naar lokale stammen, daar elk van deze stammen de verantwoordelijkheid had om een specifieke poort te bewaken.

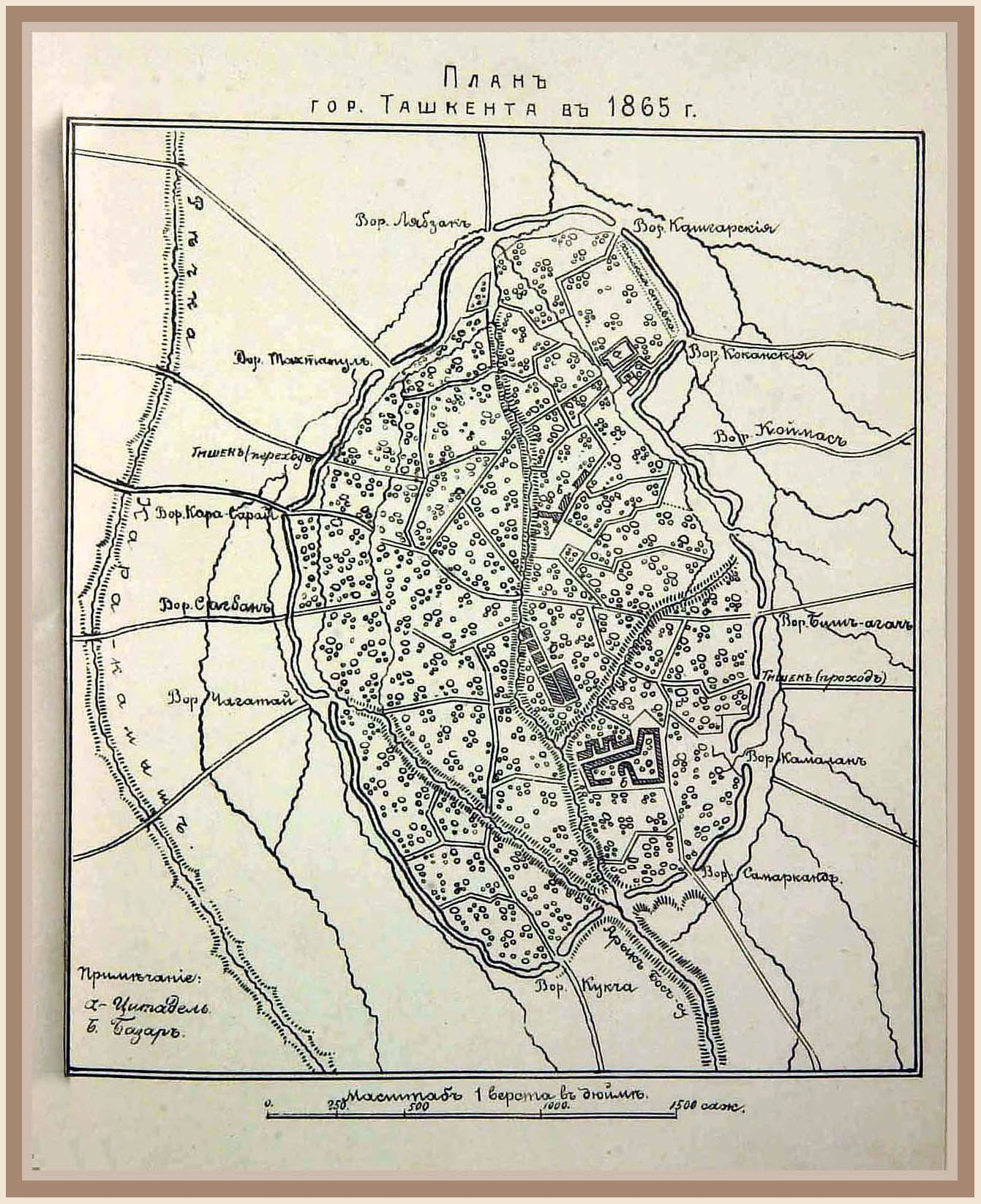
Stadsplattegrond van Tasjkent uit 1865, waarop de muren en poorten zijn aangegeven

## 19e eeuw
Halverwege de 19e eeuw werd de stadsmuur herbouwd in opdracht van de bekliyarbeck (gouverneur) van Kokand. Er waren toen twaalf poorten (darvaza):
| - Labzak - Tachtapoel - Karasaray - Sagban | - Tsjagatay - Koektsja - Samarkand - Kamalan | - Besjagatsj - Koymas - Kokand - Kasjgar |

Enkele poorten waren vernoemd naar de steden waarheen de weg vanuit die poort leidde (bijvoorbeeld Samarkand darvaza, Kokand darvaza en Kashgar darvaza). Andere namen verwezen naar de namen van hoofdstraten in Tasjkent (bijvoorbeeld Chagatay darvaza). De poorten waren gemaakt uit vurenhout en hadden een kader van smeedijzer. Elke poort had een poortgebouw voor de belastinginner (zakatchi) en de bewaker (darvazabon). De poorten waren geopend van zonsopgang tot zonsondergang.
De stadsmuur was ongeveer 25 kilometer lang bij de bestorming door de Russen in juni 1865. Het 3000 man tellende leger van generaal Tsjernjajev wist de ongeveer 30.000 man sterke verdedigingsmacht te overrompelen. Daar de bovenklasse van de stadsbevolking weinig op had met de heersende elite van het Kanaat van Kokand vanwege de hoge belastingen, werd de stad al na twee dagen overgegeven.

## De twaalf sleutels
Op 30 juni 1865 brachten de stadsoudsten van de adellijkheid van Tasjkent het Russische legerkamp bij het legerdorp Chimgan, in de heuvels op ongeveer 90 kilometer ten noordoosten van de stad, twaalf gouden sleutels van de poorten van Tasjkent, als een teken van de erkenning van de overwinning van de Russen. Elk van deze sleutels was (en is) gegraveerd met de naam van een van de twaalf eerder genoemde poorten en met de datum waarop de sleutel werd gemaakt. 
Na 1867 werd het legerkamp bij Chimgan omgevormd tot een acclimatiseringsstation voor nieuwkomers uit het Russische Rijk. In de Sovjetperiode werd het kamp herbouwd en aangepast voor gebruik als zomerkamp voor kinderen. Momenteel is dit een recreatiekamp, waar kampeerders nog steeds verblijven in de voormalige legerkazernes. Het gebied rond het voormalige legerkamp wordt nog steeds aangeduid als de "Twaalf Sleutels".
De sleutels werden uiteindelijk naar de toenmalige Russische hoofdstad Sint-Petersburg gebracht, waar ze werden bewaard in het Militaire museum van Soevorov. In 1933 werden ze teruggegeven aan Tasjkent, waar nu een exemplaar tentoongesteld wordt in het historisch museum van de stad, terwijl de overige zijn opgeslagen in de Nationale Bank van Oezbekistan.